# Бързи, смели, сръчни
„Бързи, смели, сръчни“ е детско телевизионно предаване, излъчвано по БНТ. За първи път то се появява на екран на 10 октомври 1969 година.
Участниците в предаването са разделени на отбори и се състезават в изпълнението на различни физически задачи, като слалом между препятствия, скачане с чували, различни игри с топка и други. В отборите участват деца от различни детски градини – също касае „При нас е весело“ – в предаването „Бързи смели сръчни“ участват ученици от началните и по-горни класове. През 1979 година „Бързи, смели, сръчни“ се превръща в копродукция между българската, чешката и унгарската телевизии.
Името на предаването е останало като словосъчетание в българския език.